# Southside (album Texas)
Southside – debiutancki album zespołu Texas wydany w roku 1989. Uplasował się na 3 miejscu oficjalnej listy UK Albums Chart w Wielkiej Brytanii i w ciągu trzech tygodni uzyskał status złotej przyznany przez British Phonographic Industry za sprzedaż 100.000 egzemplarzy.

## Lista utworów
| Nr  | Tytuł utworu           | Autorzy                               | Długość |
| --- | ---------------------- | ------------------------------------- | ------- |
| 1.  | „I Don’t Want a Lover” | Spiteri / McElhone                    | 5:01    |
| 2.  | „Tell Me Why”          | Spiteri / McElhone                    | 3:59    |
| 3.  | „Everyday Now”         | Spiteri / McElhone                    | 4:33    |
| 4.  | „Southside”            | Spiteri / McElhone / Kerr / McErlaine | 2:00    |
| 5.  | „Prayer for You”       | Spiteri / McElhone                    | 4:50    |
| 6.  | „Faith”                | Spiteri / McElhone                    | 4:19    |
| 7.  | „Thrill Has Gone”      | Spiteri / McElhone / Fox              | 4:24    |
| 8.  | „Fight the Feeling”    | Spiteri / McElhone / Armstrong        | 3:37    |
| 9.  | „Fool for Love”        | Spiteri / McElhone / Armstrong        | 3:54    |
| 10. | „One Choice”           | Spiteri / McElhone                    | 4:02    |
| 11. | „Future Is Promises”   | Spiteri / McElhone / McErlaine        | 4:14    |
|     |                        |                                       | 44:53   |

## Miejsca na listach przebojów
| Lista                            | Pozycja |
| -------------------------------- | ------- |
| UK (Official Charts Company)     | 3       |
| Australia (ARIA Charts)          | 14      |
| Francja (SNEP)                   | 181     |
| Niemcy (Offizielle Top 100)      | 22      |
| Holandia (Album Top 100)         | 25      |
| Nowa Zelandia (RIANZ)            | 12      |
| Szwecja (Sverigetopplistan)      | 14      |
| Szwajcaria (Schweizer Hitparade) | 1       |
| USA (Billboard 200)              | 88      |

## Teledyski
| Tytuł                | Reżyser           |
| -------------------- | ----------------- |
| I Don’t Want a Lover | Tom Bird          |
| Thrill Has Gone      | Tony Van Den Ende |
| Everyday Now         | Stéphane Clavier  |
| Prayer for You       | Tony Van Den Ende |

## Twórcy
Źródło

### Skład podstawowy
- Sharleen Spiteri – śpiew, gitara
- Johnny McElhone – bass
- Ally McErlaine – gitara
- Stuart Kerr – perkusja, śpiew

### Gościnnie
- Eddie Campbell – instrumenty klawiszowe

### Personel
- Realizacja nagrań – Simon Vinestock
- Manager muzyczny – GR Management
- Mastering – Geoff Pesche
- Producent – Tim Palmer
- Zdjęcia – Pennie Smith
- Okładka – Bullitt